# Berdeniella granulosa
Berdeniella granulosa és una espècie d'insecte dípter pertanyent a la família dels psicòdids que es troba a Europa.